# 1983
El 1983 (MCMLXXXIII) fou un any començat en dissabte. Ve després del 1982 i el seu final donà lloc a l'inici del 1984.

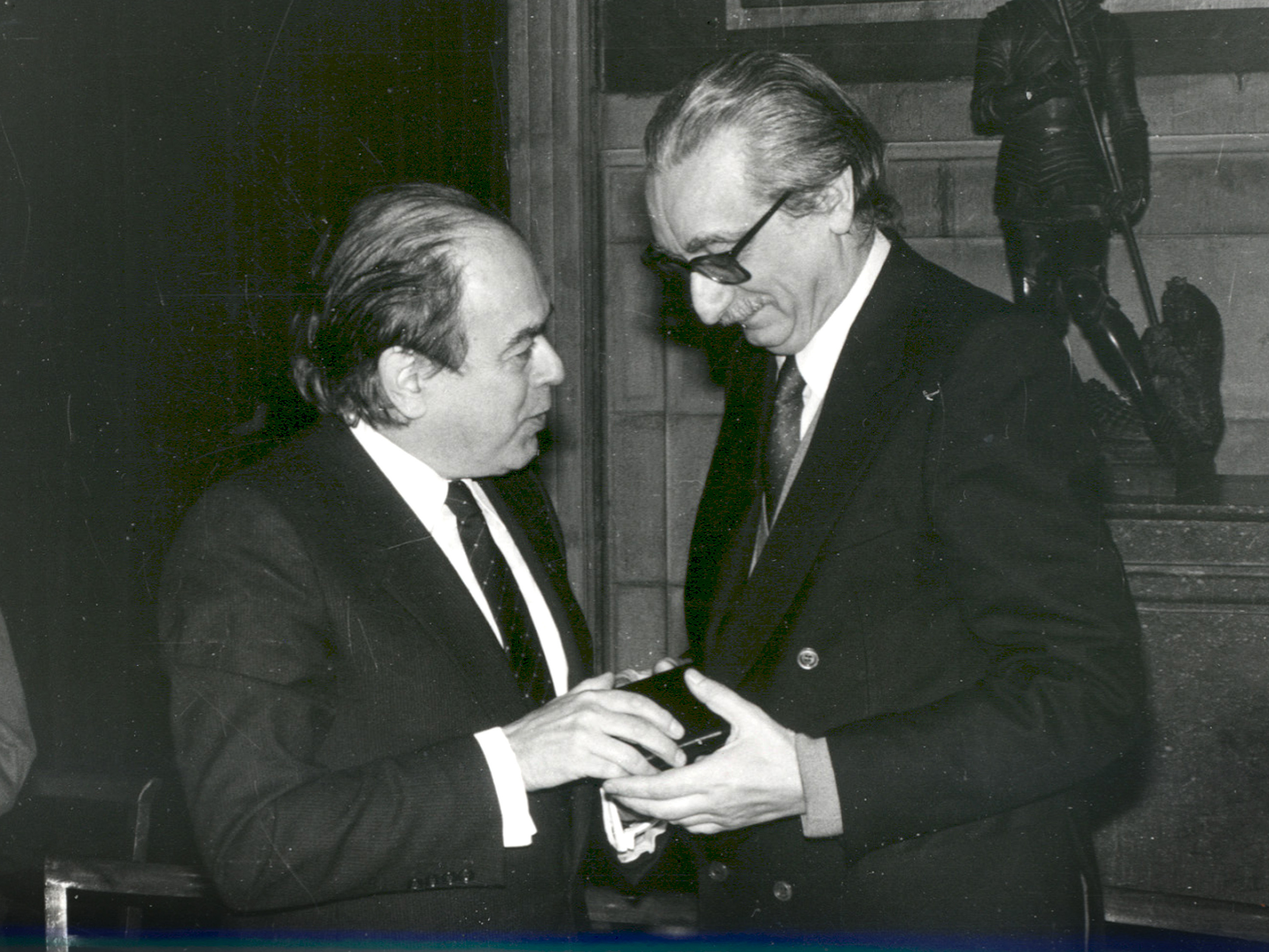
Jordi Pujol i Joan Fuster

## Esdeveniments
- 25 de gener, Vaticà: El papa Joan Pau II proclama el nou codi de dret canònic de l'Església Catòlica Romana.[1]
- El 23 de febrer un incendi destruí el Gran Teatre de La Passió d'Olesa de Montserrat.[2]
- El 25 de febrer entrà en vigor l'Estatut d'Autonomia de les Illes Balears de 1983, en ser publicat en el Butlletí Oficial de l'Estat; fou vigent fins al 2007.[3]
- El 27 de febrer es celebren les eleccions presidencials del Senegal.
- 1 de març, Espanya: hi entra en vigor l'Estatut d'Autonomia de la Comunitat de Madrid.[4]
- 3 de març: El consell executiu de la Generalitat aprova el decret de segregació de Salt i Sarrià de Ter.[5]
- 6 de març es celebren les eleccions federals alemanyes.
- 20 de març es celebren les eleccions parlamentàries finlandeses.
- 6 d'abril el Parlament de Catalunya aprovà per unanimitat la primera llei de normalització lingüística.[6]
- 18 d'abril, Beirut, Líban: Un suïcida destrueix l'ambaixada dels Estats Units, matant 63 persones.[7]
- 24 d'abril es celebren les eleccions lesgislatives austríaques.
- 8 de maig: se celebraren les eleccions municipals espanyoles de 1983 —les segones després del franquisme—, les (primeres) eleccions a les Corts Valencianes de 1983, les eleccions a les Corts d'Aragó i les eleccions al Parlament de les Illes Balears de 1983.
- 27 de juliol, Lisboa: Militants de l'Exèrcit Revolucionari Armeni assalten l'ambaixada turca, morint set persones, inclosos els cinc atacants.
- 25 d'octubre, illa de Granada: els Estats Units envaeixen l'illa.[8]
- 30 d'octubre, Argentina: Se celebren les primeres eleccions democràtiques, després de set anys de govern militar.[9]
- 15 de novembre, Xipre: l'exèrcit turc proclama la República Turca de Xipre del Nord.
- El 23 de novembre, les Corts Valencianes aprovaren la Llei d'Ús i Ensenyament del Valencià.

### Cinema i televisió
| M/d   | Direcció       | Títol                        | Gènere      |
| ----- | -------------- | ---------------------------- | ----------- |
|       | Jaime Chávarri | Bearn o La sala de les nines | drama hist. |
| 08/01 | Carles Mira    | Que nos quiten lo bailao     | comèdia     |
| 04/29 | Shohei Imamura | La balada de Narayama        | drama hist. |

Morts
- 01/27  Louis de Funès ()
- 07/29  Luis Buñuel (Cet obscur objet du désir)

- 10 de setembre: primera emissió de Televisió de Catalunya, TV3
- Madrid, Espanya: el Congrés dels Diputats aprova la Llei del Tercer Canal de Televisió.
- Es celebra la 56a edició dels Premis Oscar.
- Es celebra la 38a edició dels Premis Nastri d'argento.
- Es celebra la 12a edició dels premis TP d'Or.

Pel·lícules estrenades
- Escollits per a la glòria.
- Educant Rita.
- The sign of four.
- Édith et Marcel.
- Yentl.
- El sur.
- The King of comedy.

### Còmics i literatura
- Isabel-Clara Simó publica la seua primera novel·la, Júlia, amb la Revolució del Petroli del 1873 com a rerefons.
- Marvel Comics estrenà la sèrie Alpha Flight, protagonitzada pel supergrup canadenc creat per John Byrne.
- Es celebra el 3r Saló Internacional del Còmic de Barcelona.

### Dansa i deport
- L'equip d'Altea guanyà la primera Lliga a Llargues d'Alacant.

- Barcelona: es funda l'Esbart Espiga d'Or.[10]
- Es celebra el campionat del món d'atletisme a Hèlsinki.
- Es celebren els Jocs Mediterranis a Casablanca (Marroc).
- Itàlia guanya l'edició XXIII del Campionat d'Europa de bàsquet masculí celebrat a França.

Futbol
- L'Athletic de Bilbao guanya la Primera divisió espanyola de futbol 1982-1983.
- El FC Barcelona guanya la segona edició de la Supercopa d'Espanya de futbol.
- Es funda el Getafe Club de fútbol.

Motor
- Nelson Piquet guanya la temporada de Formula 1.
- Eddy Lejeune guanya el campionat del món de trial.
- Es celebra la 27a edició del Campionat del Món de motocròs.
- Hannu Mikkola guanya el Campionat mundial de Ral·lis.

Ciclisme
- Laurent Fignon guanya el Tour de França.
- Giusseppe Saronni guanya el Giro d'Itàlia.
- Es celebren a Altenrhein (Suïssa) els campionats del món de ciclisme en ruta.
- Josep Recio guanya la Volta a Catalunya.
- Giusseppe Saronni guanya la Milà-Sanremo.
- Hennie Kuiper guanya la París-Roubaix.
- Jan Raas guanya el Tour de Flandes.
- Sean Kelly guanya la París-Niça.
- Alberto Fernández Blanco guanya la Setmana Catalana.
- Sean Kelly guanya la Volta a Llombardia.
- Roberto Visentini guanya la Tirrena-Adriàtica.
- Es celebra a Zúric (Suïssa) el Campionat del món de ciclisme en pista.
- Es celebra a Birmingham, West Midlands, Anglaterra els Campionats del món de ciclocròs.
- Steven Rooks guanya la Lieja-Bastogne-Lieja.

Tennis
- Mats Wilander guanya el torneig Compte de Godó.

### Música i ràdio
- Es celebra la trentena edició dels Premis Ondas.

| M/d   | Artistes                          | Títol                   | Estil        |
| ----- | --------------------------------- | ----------------------- | ------------ |
|       | Elèctrica Dharma                  | Catalluna               | jazz folk    |
| 08/22 | Depeche Mode                      | Construction Time Again | synthpop     |
| 08/08 | Billy Joel                        | An Innocent Man         | pop          |
| 07/25 | Metallica                         | Kill 'Em All            | thrash metal |
| 05/27 | Mike Oldfield                     | Crises                  | pop          |
| 03/04 | Orchestral Manoeuvres in the Dark | Dazzle Ships            | synthpop     |
| 10/11 | Lionel Richie                     | Can't Slow Down         | R&B          |

Categoria principal: Discs del 1983

### Premis Nobel
| Camp                  | Guardonats                                         |
| --------------------- | -------------------------------------------------- |
| Física                | - Subramanyan Chandrasekar - William Alfred Fowler |
| Química               | - Henry Taube                                      |
| Medicina o Fisiologia | - Barbara McClintock                               |
| Literatura            | - William Golding                                  |
| Pau                   | - Lech Walesa                                      |
| Economia              | - Gérard Debreu                                    |

## Naixements
| M/d   | Nom i llinatges                | Activitat      | Origen          |      |
| ----- | ------------------------------ | -------------- | --------------- | ---- |
| 02/15 | Sílvia Pérez Cruz              | cantant        | palafrugellenca |      |
| 05/22 | Lina Ben Mhenni (لينا بن مهني) | ciberactivista | tunisiana       | 2020 |
| 09/01 | José Antonio Reyes Calderón    | futboliste     | andalús         | 2019 |

Les persones nascudes el 1983 faran 42 anys durant 2025.
Països Catalans
- 1 de gener, Barcelona: Daniel Jarque i González, futbolista català (m. 2009).
- 20 de febrer, Girona: Anna Comet, atleta, entrenadora, traductora i periodista catalana, especialitzada en curses de muntanya.[12]
- 4 de març, Calella: Laia Noguera i Clofent, filòloga, poeta, dramaturga, traductora i música catalana.[13]
- 13 de març, Barcelona: Àxel Torres Xirau, periodista esportiu català.
- 21 de març, Sabadell: Lucila Pascua, jugadora catalana de bàsquet, que juga en la posició de pivot.[14]
- 22 de març, Borbotó: Ana Belén Giner Fácila, jugadora de raspall, galotxa i One wall, referent i pionera en el món de la pilota.[15]
- 7 d'abril, Valls: Andrea Fuentes i Fache, nedadora de sincronitzada catalana.[16]
- 9 d'abril, València: Carmina Verdú, gimnasta rítmica espanyola, membre de la selecció.[17]
- 9 de juny, Barcelona: Sergio Garcia, futbolista professional.
- 21 de juny, Sabadell: Carlota Olcina i Luarna, actriu catalana que combina teatre, cinema i televisió.[18]
- 29 de juny, Barcelona: Anna Villar Argente, ciclista catalana, especialitzada en el ciclisme de muntanya.[19]
- 4 de juliol, Tarragona: Alba Juncosa Ciurana, jugadora de corfol.[20]
- 17 d'agost, Barcelona: Isaura Sanjuan Morigosa, jugadora d'escacs catalana, campiona de Catalunya de 2005.[21]
- 3 de setembre, Barcelona: Aida Oset, actriu de televisió, cinema i teatre catalana.[22]
- 19 de setembre, Vinaròs, Baix Maestrat: Blanca Gil Sorli, jugadora de waterpolo mallorquina, d'origen valencià.[23]
- Barcelona: Lola Lasurt, artista.
- 28 de setembre, Malgrat de Mar: David Verdaguer, actor.

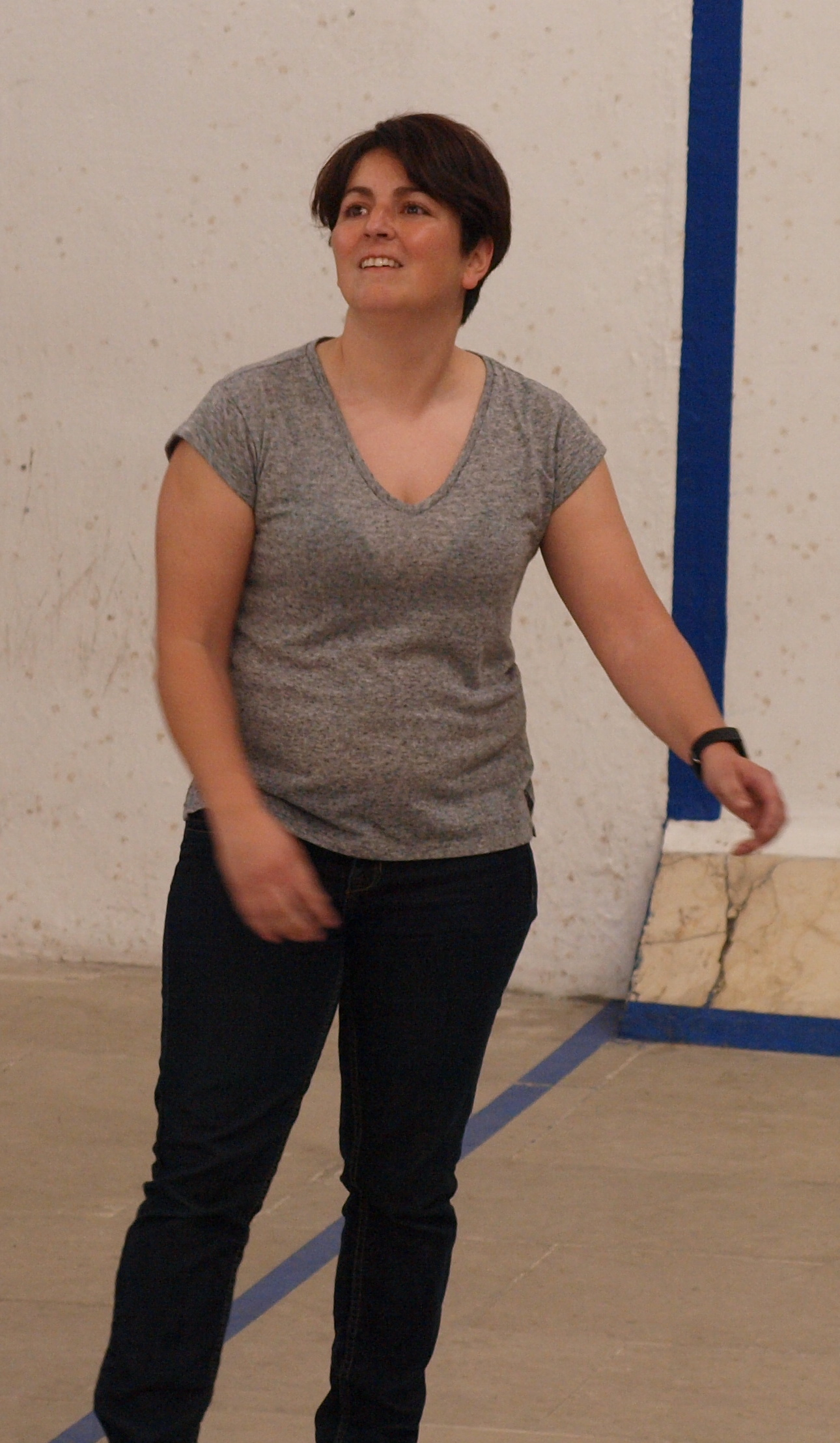
Ana de Borbotó
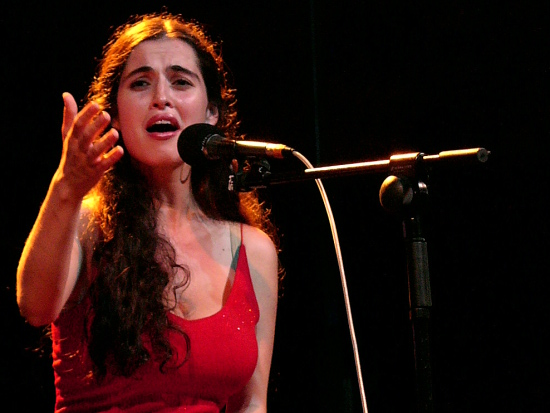
S. Pérez Cruz
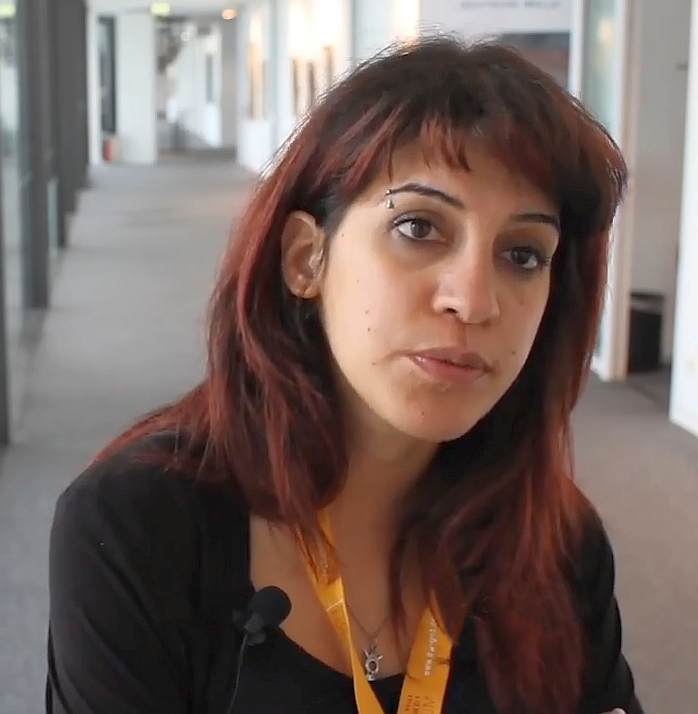
L. Ben Mhenni (m. 2020)
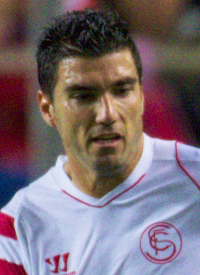
J. A. Reyes (m. 2019)

Resta del món
- 7 de gener, San Fernando (Cadis), Espanya: Juan José Collantes Guerrero, futbolista
- 20 de gener, Kioto: Nanae Aoyama, escriptora.
- 26 de febrer, Maceió, Brasil: Pepe (Képler Laveran), futbolista
- 3 de març, Vitòria: Beatriz Nogales González, gimnasta rítmica espanyola que va ser campiona del món.[24]
- 21 de març, Trondheim: Marit Bjørgen, esquiadora de fons noruega, una de les més destacades de la dècada del 2000.[25]
- 2 de maig - Nova York: Gaius Charles, actor estatunidenc.
- 7 de maig, Sofia: Dimitr Rànguelov, futbolista búlgar.
- 9 de maig, Schifflange: Gilles Müller, tennista.
- 16 de maig, Kaunas, RSS de Lituània: Mindaugas Katelynas, jugador de bàsquet lituà.
- 19 de maig, Minsk: Siarhei Azàrau, jugador d'escacs.
- 4 de juny, La Roda: Guillermo Garcia López, tennista.
- 8 de juny, Bilzen, Bèlgica: Kim Clijsters, jugadora de tennis professional que fou número 1 del rànquing mundial de la WTA.[26]
- 16 de juny, Madrid: Verónica Echegui, actriu.
- 21 de juny, Wilmington (Carolina del Nord): Edward Snowden, revelador de l'existència del programa d'espionatge PRISM
- 24 de juliol, Roma: Daniele De Rossi, futbolista.
- 8 d'agost, Tòquio: Hitomi Kanehara, escriptora japonesa.
- 14 d'agost, Kíiv, URSS: Mila Kunis, actriu estatunidenca.
- 23 d'agost, Teheran: Athena Farrokhzad, poetessa, dramaturga, traductora i crítica literària sueca.
- 14 de setembre, Londres: Amy Winehouse, artista cantant i compositora anglesa d'estil soul (m. 2011).[27]
- 18 de setembre, Prefectura de Kanagawa: Yuzo Kurihara, futbolista
- 21 de setembre, Roma: Anna Favella, actriu.
- 21 de setembre, Blackwater, Austràlia: Anna Meares, ciclista.
- 5 d'octubre, Nova York: Jesse Eisenberg, actor estatunidenc.
- 16 d'octubre, Augsburg, Alemanya Occidental: Philipp Kohlschreiber: tennista.
- 29 d'octubre, Luxeuil-les-Bains, França: Jérémy Mathieu, futbolista.
- 8 de novembre, Split, Iugoslàvia: Blanka Vlašić, atleta croata.
- 15 de novembre, Alphen aan den Rijn: John Heitinga, futbolista neerlandès.
- 18 de novembre, París: Julia Ducournau, directora de cinema francesa.[28]
- 28 de novembre, Gennevilliers, Illa de França: Édouard Roger-Vasselin, tennista.
- 13 de desembre, Moscou: Marina Deviàtova, artista.
- Teheran: Sahar Delijani, novel·lista iraniana.
- 21 de desembre - Seül: Steven Yeun, Actor sud-coreà i actor de veu.

## Necrològiques
| M/d   | Nom i llinatges | Activitat    | Origen     | E. |
| ----- | --------------- | ------------ | ---------- | -- |
| 12/28 | Dennis Wilson   | músic de pop | californià | 39 |

Països Catalans
- 10 de gener - Barcelona: Alexandre Cirici i Pellicer, crític d'art, escriptor, polític i pedagog català (n. 1914).
- 18 de febrer - València: Vicenta Matalí Bayona, mestra, escriptora, política i oradora valenciana del segle xx, vinculada al valencianisme conservador i catòlic (n. 1894).[29]
- 23 de gener - Picanya (l'Horta Oest): Abel Mus, violinista, pedagog i compositor valencià (n. 1907).[30]
- 15 de març, Barcelona: Josep Lluís Sert, arquitecte.
- 13 d'abril - Girona: Mercè Rodoreda, escriptora catalana (n. 1908).[31]
- 25 de març - Lleida: Antònia Mir i Argilaguet, pintora catalana.[32]
- 12 de juny - Mont-real, Quebec: Norma Shearer, actriu quebequesa.[33]
- 11 de juliol - els Monjos, Alt Penedès: Xavier Romeu i Juvé, escriptor, professor i polític independentista i marxista català.
- 26 de juliol - Sant Pere de Ribes (el Garraf): Charlie Rivel, pallasso català (n. 1896).
- 15 d'agost - Sabadell, Vallès Occidental: Miquel Crusafont i Pairó, paleontòleg català.
- 12 de novembre - Barcelona: Joan Sales, escriptor, traductor i editor català, autor dIncerta glòria (n. 1912).
- 27 de novembre - Madrid: Rosa Sabater i Parera, pianista i pedagoga catalana (n. 1927).[34]
- 23 de desembre - la Galera el (Montsià): Isidre Nadal Baqués, Llum de la Selva, seguidor de la no-violència, naturista, ecologista, vegetarià i crudívor català.
- 25 de desembre: Joan Miró i Ferrà, pintor (n. 1893).[35]
- 28 de desembre: Francesc Ramos i Molins, polític.

Resta del món
- 27 de gener - Nantes, França: Louis de Funès, còmic francès (n. 1914)
- 28 de gener - Louisiana: Emma Barrett, pianista i cantant de jazz estatunidenca (n.1897).[36]
- 30 de gener - Vença: Élise Freinet, artista, pedagoga, reformadora educacional francesa.[37]
- 4 de febrer - Downey, Califòrnia, EUA: Karen Carpenter, cantant i bateria estatunidenca, de The Carpenters (n. 1950).[38]
- 5 de febrer - Silver Spring, Maryland, EUA: Margaret Oakley Dayhoff, fisicoquímica pionera de la bioinformática (n. 1925).[39]
- 25 de febrer - Nova York, els EUA: Tennessee Williams, escriptor nord-americà (n. 1911).
- 3 de març - Brussel·les (Bèlgica): Hergé, autor de còmics belga, creador de Tintin (n. 1907).
- 7 de març - Antibes (la Provença): Igor Markèvitx, director d'orquestra i compositor italià d'origen ucraïnès (n. 1912).[40]
- 8 de març - Ischia (Itàlia): William Walton, compositor anglès (n. 1902).[40]
- 9 de març - Estocolm, Suècia: Ulf von Euler, metge i farmacòleg suec, Premi Nobel de Medicina o Fisiologia de 1970 (n. 1905).[41]
- 15 de març - Londres: Rebecca West, escriptora, periodista i crítica literària britànica (n. 1892).[42]
- 17 de març - Fallston, Maryland (EUA): Haldan Keffer Hartline, metge i biofísic estatunidenc, Premi Nobel de Medicina o Fisiologia de l'any 1967 (n. 1903).[43]
- 22 de març - North Attleborough (Massachusetts)ː Cynthia Westcott, patòloga, autora i experta en roses (n. 1898).[44]
- 31 de març - Cagnes-sur-Mer (Alps-Maritimes)ː Suzy Solidor, cantant, actriu i novel·lista francesa (n. 1900).[45]
- 4 d'abril - Nova York: Gloria Swanson, actriu estatunidenca (n. 1899).[46]
- 11 d'abril - Newport Beach, Califòrnia, Estats Units: Dolores del Río, actriu de cinema mexicana (n. 1904).[47]
- 26 d'abril - Thun, Suïssa: Ruth von Wild, mestra i activista suïsa (n. 1912).[48]
- 11 de maig - Madrid: Blanquita Suárez, cupletista que triomfà al Paral·lel de Barcelona (n. 1894).[49]
- 22 de maig - Brussel·les (Bèlgica): Albert Claude, biòleg belga, Premi Nobel de Medicina o Fisiologia de l'any 1974 (n. 1898).[50]
- 31 de maig - Nova York (EUA): William Harrison Dempsey més conegut com a Jack Dempsey, boxejador estatunidenc (n. 1895).[51]
- 22 d'abril - Zúric: Gunta Stölzl, artista tèxtil alemanya, alumna i professora del taller de teixit de l'escola Bauhaus (n. 1897).[52]
- 1 de juny - Berlín Est: Anna Seghers, escriptora que relatà la resistència antifeixista durant la Segona Guerra Mundial (n. 1900).[53]
- 18 de juny - Kirchberg (Alemanya): Marianne Brandt, pintora, fotògrafa i dissenyadora, pionera del disseny modern (n. 1893).[54]
- 23 de juny -Pequín (Xina): Liang Shuming (xinès: 梁漱溟),també conegut com a Liang Sou-ming fou un filòsof, pedagog, professor i reformista xinès, considerat “el darrer confucià” (n. 1893).[55]
- 25 de juny - Ginebra: Alberto Evaristo Ginastera, compositor de música clàssica argentí, d'ascendència catalana (n. 1916).[56]
- 10 de juliol - Inning (Alemanya): Werner Egk, nascut com a Werner Mayer, compositor i director d'orquestra alemany (n. 1901).[57]
- 15 de juliol - Las Vegas, Nevada (EUA): Harry James, trompetista i director d'orquestra nord-americà (n. 1916).[58]
- 29 de juliol - Ciutat de Mèxic (Mèxic): Luis Buñuel, director de cinema aragonès (n. 1900).
- 12 d'agost - Siena: Artemio Franchi, dirigent futbolístic italià.
- 21 d'agost - Manila (Filipines): Benigno Aquino Jr., periodista i polític filipí (n. 1932).[59]
- 28 d'agost - Hondarribia (Guipúscoa): José Bergamín Gutiérrez, escriptor espanyol (n. 1895).
- 8 de setembre - Khartum (Sudan): Ibrahim Abbud, militar comandant de l'exèrcit i president sudanès (n. 1900).[60]
- 10 de setembre - Zúric (Suïssa): Felix Bloch, físic nord-americà d'origen suís, Premi Nobel de Física de 1952 (n. 1905).
- 21 de setembre - Madrid: Xavier Zubiri, filòsof basc (n. 1898).
- 26 de setembre, Madrid, María Bernaldo de Quirós, primera dona pilot a Espanya.[61]
- 10 d'octubre - 
  - Londres (Anglaterra): Ralph Richardson, actor anglès (n. 1902).[62]
  - San José, Costa Rica: Ángela Acuña Braun, primera advocada a l'Amèrica Central (n. 1888).[63]
- 7 de novembre - París: Germaine Tailleferre, compositora pertanyent al corrent del neoclassicisme musical (n. 1892).[40]
- 17 de desembre - Hamilton (Ontario), Canadà: Edith Mary Wightman, historiadora i arqueòloga escocesa (n. 1938).[64]
- Thun: Ruth von Wild, mestra.